# Neobisium delphinaticum
Espèce
Neobisium delphinaticum est une espèce de pseudoscorpions de la famille des Neobisiidae.

## Distribution
Cette espèce est endémique d'Auvergne-Rhône-Alpes en France. Elle se rencontre en Isère vers La Bérarde.

## Description
Les mâles mesurent de 3 à 3,7 mm.

## Étymologie
Son nom d'espèce lui a été donné en référence au lieu de sa découverte, le Dauphiné.

## Publication originale
- Beier, 1954 : Eine neue Neobisium-Art (Pseudoscorp.) aus der Dauphiné. Annalen des Naturhistorischen Museums in Wien, vol. 59, p. 155-156 (texte intégral).